# Poslanska skupina Socialnih demokratov
Poslanska skupina Socialnih demokratov je poslanska skupina, ki jo sestavljajo poslanci, ki so bili izvoljeni na listi Socialnih demokratov. 

## Sestava

### Mandat 2008–2012
Poslanci
- Bojan Kontič (vodja)
- Samo Bevk (namestnik vodje)
- Melita Župevc (namestnica vodje)
- Julijana Bizjak Mlakar (bivša članica; izstopila 6. oktobra 2011[1])
- Mirko Brulc (član)
- Renata Brunskole (članica)
- Alan Bukovnik (član)
- Anton Colarič (član)
- Bogdan Čepič (član)
- Andreja Črnak Meglič (članica)
- Silva Črnugelj (članica)
- Matevž Frangež (član)
- Matjaž Han (član)
- Luka Juri (član)
- Anton Kampuš (član)
- Janja Klasinc (članica)
- Miroslav Klun (član)
- Franc Križanič (član)[2]
- Marijan Križman (član)
- Dušan Kumer (član)
- Darja Lavtižar Bebler (članica)
- Dejan Levanič (član)
- Igor Lukšič (član)[2]
- Andrej Magajna (član)
- Tomaž Tom Mencinger (član)
- Borut Pahor (član)[3]
- Breda Pečan (članica)
- Majda Potrata (članica)
- Miran Potrč (član)
- Aleksander Ravnikar (član) [4]
- Andreja Rihter (članica)
- Anton Rop (član)
- Janko Veber (član)
- Patrick Vlačič (član)[2]

Osebje
- Miroslav Pretnar (sekretar PS)

### Mandat 2011–2014
- Samo Bevk
- Borut Pahor
- Mirko Brulc
- Andreja Črnak Meglič
- Janko Veber
- Srečko Meh
- Matjaž Han
- Matevž Frangež
- Majda Potrata
- Dejan Židan

### Mandat 2014–2018
- Matjaž Nemec
- Janko Veber
- Andreja Katič
- Matjaž Han - vodja poslanske skupine
- Bojana Muršič
- Dejan Židan

### Mandat 2018–2022
- Matjaž Han - vodja poslanske skupine
- Predrag Baković
- Samo Bevk
- Milan Brglez (prestopi iz SMC, nato izvoljen za evropskega poslanca)
- Željko Cigler (prestopil iz Levice)[5]
- Meira Hot
- Soniboj Knežak
- Marko Koprivc
- Bojana Muršič
- Matjaž Nemec
- Jani Prednik
- Franc Trček (prestopi iz Levice)
- Dejan Židan
- Gregor Židan (prestopi iz SMC)

Osebje
- Miroslav Pretnar (sekretar PS)

### Mandat 2022–
- Jani Prednik - vodja poslanske skupine
- Meira Hot
- Tanja Fajon
- Predrag Bakovič
- Matjaž Han
- Bojana Muršič
- Damijan Zrim
- Soniboj Knežak - nadomestil Matjaža Hana
- Jonas Žnidaršič - nadomestil Tanjo Fajon